# Crimetown Depths
Crimetown Depths, a volte chiamato Crime Town Depths su fonti non ufficiali, è un videogioco per Amiga la cui uscita era prevista e spesso annunciata con interesse dalla stampa nel 1988-1989. Venne parzialmente sviluppato dall'azienda italiana esordiente E-motion Software di Genova, che ottenne un contratto con la Mirrorsoft per la pubblicazione con la sua etichetta Image Works.
Erano in programma anche successive conversioni per Atari ST e MS-DOS.
Grazie alle animazioni e schermate pubblicate come demo non giocabile, mostrate anche su molte riviste internazionali, Crimetown Depths si presentava molto pregevole graficamente e prometteva una struttura di gioco molto complessa. Tuttavia il gioco non venne mai completato e il progetto fu annullato entro il 1989. Non risulta che la E-motion abbia mai pubblicato alcun gioco.

## Trama
La trama, poco originale, è nota in parte grazie alle dichiarazioni dei produttori.
Crimetown Depths è ambientato su un pianeta governato da un despota, dove una delle futuristiche megalopoli è ormai inesorabilmente controllata dalla criminalità, tanto da essere soprannominata "Crimetown". Il giocatore interpreta uno dei mercenari assoldati per ripulire la città. Crimetown ha uno sviluppo verticale, un'eterogenea popolazione aliena e strutture ad alta tecnologia, ma in pericolante stato di degrado. Il mercenario avrebbe dovuto raggiungere i livelli più profondi della città per stanare le fonti della corruzione.

## Modalità di gioco
Anche la struttura del gioco, non essendo mai uscito un prodotto giocabile, è nota perlopiù dalle dichiarazioni fatte sulla stampa.
Il personaggio del giocatore indossa uno scafandro corazzato dotato di jet pack e può dotarsi di molte armi, ma trasportabili solo una alla volta. Affronta mostri, usa ascensori fluttuanti e si serve di negozi e locali per procurarsi armi aggiuntive o indizi utili.
Il gioco avrebbe dovuto comprendere due fasi distinte. Una fase è di esplorazione e ricerca, nello stile di Barbarian, ma con scorrimento fluido. Nel labirinto da esplorare ci sono circa 70 oggetti da trovare per progredire. L'altra fase è uno sparatutto, con una particolare prospettiva e con componenti strategiche.
In una breve sessione dimostrativa fatta ai redattori della rivista Commodore Gazette, oltre al complesso gioco di esplorazione si incontrarono varie sottosezioni, tra cui le sequenze di sparatutto tridimensionale e sequenze dove si deve scoprire il funzionamento delle camere di teletrasporto. Secondo la rivista, le animazioni, lo scorrimento parallattico e le tecniche di mascheratura utilizzate nelle sequenze 3D erano di ottima qualità, una realizzazione ancor più sorprendente se si considera che era opera di esordienti.

## Storia
La E-motion Software nacque come costola della Newtronic, allora un'azienda di elettronica di Genova già avviata. L'idea fu del grafico Alessandro Tento e di Marino Roberto, titolare della Newtronic, che ambivano a commercializzare un videogioco per Amiga. Era il gennaio 1988 e in quel periodo Tento realizzò il primo logo per la nuova impresa, un ghepardo che corre. Ci volle tempo fino a maggio 1988 per trovare dei collaboratori validi: Massimo Magnasciutti come grafico insieme a Tento, Paolo Costabel e Roberto Sagoleo che si sarebbero occupati della programmazione. Marino Roberto gestiva la parte finanziaria.
Dopo aver prodotto dei demo si riuscì a trovare una collaborazione con la Mirrorsoft per pubblicare i futuri giochi a livello europeo, altrimenti la E-motion da sola si sarebbe dovuta limitare al mercato italiano. Dopo qualche mese dal primo contatto, venne firmato un contratto con la Mirrorsoft per due videogiochi.
Il progetto di Crimetown Depths partì come uno shoot 'em up classico, avanzato solo dal punto di vista grafico, ma poi vennero aggiunti sempre più elementi di complessità, anche con l'incoraggiamento della Mirrorsoft.
Lo sviluppo alla E-motion avveniva su varie macchine Amiga, e il principale strumento grafico era Deluxe Paint. Si cercava di proporre uno stile grafico simile a quello della Cinemaware.
Crimetown Depths venne presentato in anteprima al SIM Hi-Fi IVES (Salone Internazionale della Musica) di Milano a settembre 1988.
Le prime date di uscita previste furono a fine 1988, ma gli ampliamenti strutturali del gioco introdotti in corso d'opera causarono forti ritardi. A metà 1989 la data probabile era divenuta non prima del successivo Natale, con possibilità di ulteriori slittamenti, e il programma avrebbe occupato almeno due floppy disk.
Secondo Costabel il principale ostacolo allo sviluppo fu la poca esperienza della squadra; secondo Magnasciutti anche la Mirrorsoft assegnò loro un project manager con le idee poco chiare. Comunque quando la Mirrorsoft venne a sapere che il gioco si era espanso fino a occupare ben tre floppy, lo giudicò troppo costoso e annullò il progetto nel 1989. Secondo Magnasciutti il prodotto era completo al 90% almeno per quanto riguarda la grafica, ma la squadra non era soddisfatta del gameplay. Il demo non giocabile pare sia rimasto l'unica cosa pubblicata.
Il secondo gioco della E-motion in lavorazione per la Mirrorsoft era lo sconosciuto The Last Temple, del quale Commodore Gazette pubblicò poche immagini e una descrizione generale.
Dopo l'abbandono di Crimetown Depths la E-motion scomparve senza aver completato alcun videogioco di cui si abbia notizia.
Continuarono forse altre attività non videoludiche: la Newtronic produceva periferiche per Amiga e PC, tra cui Videon 3.0 del 1990, un digitalizzatore di immagini da video analogici, il cui software è accreditato alla E-motion.
Magnasciutti, supportato dall'esperienza fatta, entrò in un nuovo progetto di videogioco indipendente, Steve on the Crime Wave. Venne riciclato il codice sviluppato per Crimetown Depths per creare un primo demo, usando proprio la grafica del personaggio originale. Questo progetto, che in seguito coinvolse anche Costabel, portò alla nascita della Dynabyte e fu la base per il futuro Nippon Safes Inc. (1992).